# ICloud
Az iCloud (ejtsd. "ájkláud") az Apple saját internetes tároló-szolgáltatása, ami főleg a Mac OS X és iOS felhasználóknak készült. Korábban MobileMe néven használhattuk, vagy azelőtt iTools néven futott. Az iCloud segítségével e-mail üzeneteinket, név- és címjegyzékünket, naptárunkat, elmentett kedvenceinket, jegyzeteinket és egyéb információt tudunk több készülék között megosztani. Amikor Steve Jobs bemutatta, találóan csak annyit mondott róla: "a mi Exchange-ünk." 2012-ben több mint 100 millió felhasználója volt a szolgáltatásnak.

## Szolgáltatások

### iOS készülékek mentése és visszaállítása
Az iOS felhasználók (iPhone, iPad, iPod touch készülékek tulajdonosai) biztonsági mentést készíthetnek a készülékükről, amit utána a számítógéphez csatlakoztatva tudnak lementeni, vagy visszanyerni.

### Saját iPhone megkeresése
Az iOS készülékek tulajdonosai ezzel a szolgáltatással tudják megkeresni a saját készüléküket. Főleg lopás esetén lehet hasznát venni. A szolgáltatás térképen mutatja meg a készülék körülbelüli helyzetét (bizonyos helyzeti hibaértékkel). Segítségével akár üzenetet vagy hangot is küldhetünk a készülékre (még akkor is, ha az le van halkítva), de lecserélhetjük annak jelszavát, vagy törölhetjük a teljes tartalmát is.

### Fotóadatfolyam
Az iCloud szolgáltatás használói az 1000 legújabb (de 30 napnál nem régebbi) fényképeiket tárolhatják az Apple szerverein. Amennyiben a felhasználó engedélyezi a szolgáltatást, az új fényképei azonnal feltöltődnek az Apple iCloud szervereire, majd onnan, a felhasználó összes regisztrált készülékén is megjelenik (push módban visszatöltve). Ez a szolgáltatás része az alap iCloud szolgáltatásoknak.

### Back to My Mac
Ezen funkció segítségével a felhasználók saját Apple ID-vel regisztrált számítógépeikbe léphetnek be az interneten keresztül.

### iTunes Match
Az Apple új zenei szolgáltatása iTunes felhasználók részére. Az szolgáltatás előfizetése után, az iTunes hozzáférést ad a felhasználó birtokában levő összes zenei fájlhoz, az iTunes Store-on keresztül. Tehát a már meglévő dalokat tölthetjük le 256 kbps, DRM mentes AAC formátumban. A dalokat bármely regisztrált készülékről el lehet érni. Az iTunes Zeneboltban nem szereplő dalok miatt sem kell aggódni. Ezek az iCloud szervereire lesznek feltöltve és ugyanúgy elérhetőek, mint a többi dal. Az iTunes Match éves előfizetéses rendszerrel működik. A szolgáltatás lemondását követően, a letöltött dalokat megtarthatja a felhasználó.

## Korlátozások
Minden iOS 5 vagy Mac OS X 10.7 felhasználó 5 GB-nyi ingyenes tárhelyet kap az iCloud szerverein. Ebbe, a korábban megvásárolt iTunes tartalom (zenék, könyvek, videók, programok) nem tartoznak bele.
Új készülék vásárlása után, majd az adott Apple ID-val való bejelentkezéskor a korábban vásárolt tartalmak letölthetőek és telepíthetőek rá.

## Árak
| Tárhely | Magyar ár | Amerikai ár |
| ------- | --------- | ----------- |
| 5GB     | ingyenes  | ingyenes    |
| 50GB    | 399 Ft    | $0.99       |
| 200GB   | 1290 Ft   | $3.99       |
| 2TB     | 4490 Ft   | $9,99       |
| 6TB     | 12 990 Ft | $29,99      |
| 12TB    | 26 990 Ft | $59,99      |

## URL elérési utak
- http://www.icloud.com[2] – felhasználói bejelentkezés
- http://www.icloud.com/mail[3] – Mail elérése
- http://www.icloud.com/contacts[4] – Kontaktok elérése
- http://www.icloud.com/calendar[5] – Naptár elérése
- http://www.icloud.com/find[6] – Saját iPhone megkeresése funkció elérése
- http://www.icloud.com/iwork[7] – iWork elérése
- http://www.icloud.com/photostream[8] – Fotóadatfolyam elérése

## Lásd még

### Versenytársak
- Box.net
- CloudMe
- Dropbox
- Droplr
- Google Drive
- Mega
- SkyDrive
- SparkleShare
- SugarSync
- Tresorit
- Ubuntu One

### Egyéb
- Felhőalapú számítástechnika